# 巴赫曼 (姓氏)
巴赫曼（Bachmann）可以指：
- 米歇爾·巴赫曼（英語：Michele Marie Bachmann，1956年4月6日－）, 美國律師和政治家。
- 保羅·巴赫曼（德語：Paul Gustav Heinrich Bachmann，1837年6月22日－1920年3月31日）, 德国女子游泳运动员。
- 蒂娜·巴赫曼（德語：Tina Bachmann，1978年8月1日－）, 德國女子曲棍球運動員。
- 沃纳·以马利·巴赫曼（英語：Werner Emmanuel Bachmann，1901年11月13日－1951年3月22日）, 美國化學家。
- 約瑟夫·巴赫曼（德語：Josef Erwin Bachmann，1944年10月12日－1970年2月24日）, 德國殺人犯。
- 阿尔贝特·巴赫曼（德語：Albert Bachmann，1906年11月8日－？）, 瑞士競技體操運動員。
- 塞巴斯蒂安·巴赫曼（德語：Sebastian Bachmann，1986年11月24日－）, 德國男子擊劍手。
- 阿尔弗雷德·巴赫曼（德語：Alfred Bachmann，1945年3月31日－）, 瑞士男子賽艇運動員。
- 亞歷山大·巴赫曼（德語：Alexander Bachmann，1994年7月19日－）, 德國男子跆拳道運動員。
- 英格博格·巴赫曼（德語：Ingeborg Bachmann，1926年6月25日－1973年10月17日）, 奧地利詩人和作家。

|  | 本页或本分段罗列了姓氏为「巴赫曼 (姓氏)」的人物。 如果是一个指代特定个人的内链将您引导到本页，請考慮修正該人物的名字以將链接指向正確的條目。 |